# Vojin Jovanović
Vojin Jovanović (* 20. Dezember 1949) ist ein ehemaliger jugoslawischer Fußballspieler.

## Karriere
Jovanovic spielte von 1977 bis 1981 bei Union Solingen in der deutschen 2. Bundesliga. Eine Vereinskarriere in seiner jugoslawischen Heimat ist nicht überliefert.